# Arie de Jong
Le docteur Arie de Jong (en néerlandais [ˈaːri dəˈjɔŋ]), né le 18 octobre 1865 à Batavia et mort le 12 octobre 1957 à Putten fut un médecin et volapükiste néerlandais, grâce à qui le mouvement volapükiste connut un regain d'activité aux Pays-Bas entre les années 1930 et 1960. Non seulement il révisa le volapük, en donnant une nouvelle forme à la langue de Schleyer, mais il a aussi (avec d'autres volapükistes de ce temps) redonné vie à l'Association générale néerlandaise de volapük (Volapükaklub valemik Nedänik) et a établi la Section universelle de fédération des associations de volapük (Diläd valemik feda Volapükaklubas), à laquelle les non-néerlandais pouvaient adhérer. Il a fondé aussi et a rédigé la Volapükagased pro Nedänapükans, seule et unique revue en volapük de l'époque, qui a eu une vie longue (de 31 ans, entre 1932 et 1963). Il rédigea la Grammaire du volapük (Gramat Volapüka), entièrement en volapük, et le Wörterbuch der Weltsprache, dictionnaire volapük-allemand, allemand-volapük. Il a aussi traduit le Nouveau Testament du grec, et beaucoup d'autres œuvres littéraires. Arie de Jong est justement considéré comme le volapükiste qui est à l'origine d'une nouvelle ère de l'histoire du volapük.

## Jeunesse et carrière comme médecin
Arie de Jong naît le 18 octobre 1865 à Batavia, aujourd'hui Jakarta, dans les Indes orientales néerlandaises. En 1873, sa famille déménage à Leyde aux Pays-Bas, où il fait son gymnasium (1873-1883), puis étudie la médecine (1883-1891) à l'université de Leyde. En février 1891, il obtient un diplôme de médecine ; en mars, il devient officier médical affecté aux Indes orientales néerlandaises. Peu de temps après, en septembre de la même année, il devient docteur en médecine de l'université de Fribourg avec une thèse sur la diurétique.
Le 18 février 1892, il se marie avec Maria Elisabeth Wilhelmina Clarkson à Ginneken. Le 22 mars les jeunes mariés embarquent dans le Princesse Sophie à destination des Indes orientales. Le 1er avril, alors que le bateau est sur la Mer Rouge, Maria meurt. C'est donc seul qu'Arie débarque le 20 avril à Batavia. Après une décision prise le 25 avril, il part malgré tout pour son poste de Makassar.
En 1893 il est déplacé à Bonthain ; en 1896, à Padang et ensuite à Aceh ; en 1898 à Sintang, où il épouse en secondes noces Elise Marie Wilhelmine Gerardine Chavannes. En 1900, il devient officier médical de première classe, en 1902, il est à nouveau déplacé, d'abord à Semarang et ensuite à Ungaran. En 1904, il est renvoyé à Semarang. À ce moment, il a déjà perdu deux enfants, Marie Eugène, qui était née en 1900, et mourut l'année suivante ; et un autre enfant, mort-né.
En 1904, il obtient une année de congés, qu'il passe en Europe. Il retourne en 1905 aux Indes orientales, et est envoyé à Pelantoengan, en 1908 à Yogyakarta et en 1911 à Magelang, où il devint cette année-là officier supérieur médical de deuxième classe. En 1912 il est déplacé à Banjarmasin, et l'année suivante, il obtient à nouveau des congés en Europe de neuf mois. Quand il revint aux Indes orientales, il est envoyé à Surabaya, où à la fin de l'année 1914 il devient officier supérieur médical de première classe. Il est envoyé ensuite (en 1915) à Malano, où mourut en 1919 sa deuxième femme, Elise Marie.
En ce temps-là aux Indes orientales néerlandaises, beaucoup de choses ont encore besoin d'être organisées et améliorées. Arie de Jong a un rôle important : il combat les maladies tropicales, contre lesquelles traitements et méthodes de prévention viennent d'apparaître au tournant du siècle. Il aide ainsi les lépreux en leur rendant accessibles des éléments comme des instruments de musique, ou en leur permettant d'accéder à des métiers simples, ce qu'il était impopulaire de faire.
Après la mort de sa deuxième femme, Arie de Jong prend sa retraite en 1919 et part pour les Pays-Bas. L'année suivante, il s'installe à La Haye, à l'âge de 54 ans. En 1921, il se marie pour la troisième fois, avec Louise van Dissel. Ils auront trois enfants, Louisa Cornelia (née en 1922), Arie de Jong junior (1924) et Gĳsbertus Henrienus (1926).

## Rencontre avec le volapük
Pendant ses études à Leyde, Arie de Jong entendit parler du volapük, qu'il se mit rapidement à apprendre. Le 20 mars 1891 (une semaine après être devenu officier médical militaire), à l'âge de 25 ans, il reçoit le diplôme d'enseignant de volapük, et 10 mois plus tard, le 8 janvier 1892, celui d'enseignant de qualité de volapük. Le 15 mai 1893, il devient professeur de volapük (ce qui fut annoncé dans la revue Nuns blefik se Volapükavol, Brèves nouvelles sur le monde du volapük, un an après).
Pendant son séjour aux Indes orientales, de Jong reste intéressé par le volapük, comme en témoigne sa correspondance avec des volapükistes et des revues en volapük. Le 5 janvier 1901, il devient académicien. En 1930, il acquiert du cifal Albert Sleumer le diplôme de chef de la communauté néerlandaise. 

## Révision du volapük
Après son service, Arie de Jong décide de se dédier à l'étude et à l'amélioration du volapük. À ce moment, le mouvement volapükiste a déjà presque disparu : une majorité de volapükistes du temps de sa gloire s'étaient détournés de cette langue, qui n'attire alors plus l'intérêt public. Arie de Jong pense que des difficultés dans la grammaire et, surtout, dans le vocabulaire de la langue sont la cause de sa chute, et que les corriger la relancerait, comme il l'écrit (le 14 mai 1930) dans la préface de sa Grammaire du volapük :

« Schleyer, penseur génial du volapük, pour la formation des mots nouveaux et des mots construits, a utilisé de telles abréviations que ces mots ont vu leur origine devenir difficilement reconnaissable. À cause de cela les mots nouveaux du volapük sont devenus difficilement mémorisables et demandaient à la mémoire un travail très minutieux. En conséquence, si nous voulions que le volapük obtienne à nouveau la place qui était la sienne et qu'il mérite dans la communication internationale, alors en tout premier lieu le vocabulaire du volapük devait être examiné et humanisé, là où ce serait nécessaire. Mais parce que c'est certainement un devoir que soit établie la formation des mots par une norme grammaticale ratifiée au bon moment, aussi il est nécessaire de réviser radicalement la grammaire du volapük. Cette tâche, c'est-à-dire la révision de la grammaire et révision des mots volapüks, je l'ai accomplie. »

Déjà en 1921, il avait rendu visite au Cifal de l'époque, Albert Sleumer, pour l'informer de sa volonté de réviser le volapük. Il termine cette révision « le 31 mars 1929, donc exactement 50 ans après la création du volapük par J. M. Schleyer », à l'âge de 64 ans. En avril de cette année il va à Bad Godesberg (en Allemagne) pour montrer à Albert Sleumer son travail. Six mois après cela, en septembre, ces deux volapükistes vont à Wienacht (en Suisse) pour expliquer ce labeur à Jakob Sprenger, alors professeur et académicien de volapük, mais aussi propriétaire des droits littéraires sur les œuvres de Schleyer. Pendant cette rencontre (du 17 septembre au 19 septembre 1929), les opinions d'Arie de Jong (à l'exception de quelques détails) sont approuvées et acceptées par les autres.
En 1931, sont publiées, sous l'autorité et avec la permission de l'académie de volapük, le Wörterbuch der Weltsprache et la Gramat Volapüka, qui décrive la forme nouvelle du volapük, après sa révision par de Jong. En 1932, il publie un manuel en néerlandais, le Leerboek der Wereldtaal, dans laquelle la nouvelle forme de la langue est expliquée précisément. Avec le décret du 1er janvier 1934, le Cifal Albert Sleumer officialise le volapük réformé :

« Le nouveau volapük officiel apparaît avec ma connaissance et mon approbation comme le résultat de la révision importante et radicale de l'académicien Arie de Jong [...]. Bien que je regrette que les changements qui sont amenés au volapük soient devenus plus nombreux que je ne l'attendais, j'ai vu avec intérêt et plaisir ces révisions, parce qu'avec ce volapük révisé il sera possible de rendre la vie au mouvement volapükiste, et de permettre à nouveau au volapük de fleurir. Pour cette raison j'exprime ici avec emphase que j'accepte et la Gramat Volapüka et le Wörterbuch der Weltsprache écrits par l'académicien Arie de Jong. »

Cette nouvelle version du volapük ne fut jamais appelée officiellement du nom de son auteur, qui a toujours seulement dit : « le volapük de Schleyer », pour accentuer la continuité du volapük et du mouvement volapükiste de leur temps. Aujourd'hui, on dit souvent « Volapük nulik » (nouveau volapük) ou « Volapük perevidöl » (volapük révisé) ; la première version est pareillement appelée « Volapük rigik » (volapük original).

## Réveil du mouvement volapükiste
Après la révision du volapük, Arie de Jong se tourne vers le problème de la diffusion et de la propagande du volapük. Le Volapükaklub valemik Nedänik (Association néerlandaise générale de volapük), fondé en 1890, à la suite du manque d'intérêt des contemporains (la dernière assemblée générale avait eu lieu en 1910), ne recevait plus d'allongement de l'autorisation royale et son existence officielle avait vraiment prit fin le 1er décembre 1919 ; cependant, en grande partie grâce aux efforts d'Arie de Jong, cette association connut à nouveau un petit regain d'activité. En 1931, finalement, a lieu la 21e assemblée générale du Volapükaklub valemik Nedänik, durant laquelle les participants décident de maintenir l'existence de l'association (bien que l'autorisation royale ne soit pas prolongée, l'association n'ayant jamais retrouvé son statut officiel). Arie de Jong et J. G. M. Reynders, Sr. (avec lequel de Jong avait déjà correspondu longtemps depuis 1901), fondent aussi le Diläd valemik feda Volapükaklubas (Section universelle de fédération des associations de volapük).
Une des premières actions de l'Association néerlandaise est la création d'une nouvelle revue, titrée Volapükagased pro Nedänapükans (Gazette volapükiste pour les néerlandophones), comme organe du club. Ses rédacteurs sont de Jong et Reynders (ce dernier fut déjà rédacteur de l'organe précédent de l'association, titrée Nuns blefik se Volapükavol, Brèves nouvelles sur le monde du volapük). Le premier numéro parait en 1932 ; durant sa vie entière, les rédacteurs continuent à publier cette revue régulièrement, sauf aux temps de l'occupation des Pays-Bas par le Troisième Reich, quand elle fut interdite par l'occupant. Avec cette revue, il tente de propager le volapük ; il écrit aussi des articles dans les journaux néerlandais pour débattre avec les espérantistes. Avant et après, il publie beaucoup sur les qualités du volapük, qui selon lui est bien supérieur aux autres langues auxiliaires construites utilisées à son époque.
Pendant les années suivantes, de Jong continue de travailler à l'amélioration du vocabulaire du volapük en écrivant beaucoup de suppléments à son dictionnaire, sous forme de longues listes de mots, souvent publiées dans la Volapükagased pro Nedänapükans, toujours sous le titre « Vöds Nulik » (nouveaux mots). Il continue à écrire aussi des traductions : il traduit non seulement beaucoup de textes pour la Volapükagased pro Nedänapükans, mais il fut aussi capable de traduire le Nouveau Testament entièrement du grec en volapük. Cette dernière traduction est terminée en 1951 ; jusqu'à maintenant elle ne parut qu'en partie, dans sa revue.

## La Seconde Guerre mondiale et ses effets
Dans la première année de la Seconde Guerre mondiale, cette dernière est peu mentionnée dans la revue d'Arie de Jong, qui continue de paraître. Une majorité des articles traitent d'autres sujets, comme des traductions littéraires, la science...
Après l'occupation des Pays-Bas par l'Allemagne, les circonstances cependant s'aggravent. Comme cela eût lieu auparavant en Allemagne, en 1942 les associations de soutien aux langues auxiliaires sont interdites, parmi lesquelles se trouve l'association de volapük. Ainsi, la publication des organes et de tout document à leur sujet devient impossible, tout comme les assemblées d'adhérents et tout rassemblement en leur faveur. Comme prétexte de cette décision, le gouvernement Nazi affirma que les langues auxiliaires étaient « l'instrument des Juifs », qui aidaient à « assujettir les autres peuples ».
Jusqu'à la fin de l'occupation de son pays, de Jong ne peut rien publier en ou sur le volapük. C'est seulement à partir de 1948 que la Volapükagased pro Nedänapükans reçoit à nouveau l'autorisation de paraître : dans le premier numéro de cette année, le premier article (écrit par de Jong) a pour titre Finalement après un temps long ! (Fino pos tim lunik!).
Cette interruption de fonctionnement des clubs de langue auxiliaire a beaucoup ralenti leurs mouvements. Le mouvement volapükiste, qui était déjà faible, est particulièrement affecté : le nombre d'adhérents qui restent encore après la fin de l'occupation est bien inférieur à celui d'avant guerre. Arie de Jong continue son travail malgré tout ; mais, probablement à cause de son grand âge, il restreint sa participation et supervise seulement la rédaction de la revue.

## Mort
Jusqu'à peu de temps avant sa mort, Arie de Jong, avec Reynders, reste le rédacteur de la Volapükagaseda pro Nedänapükans ; c'est seulement quand il a une crise cardiaque, une année avant sa mort, qu'il décide de transmettre sa fonction à des hommes plus jeunes : Filippus Johann Krüger et Pieter H. J. Uittenbogaard. Durant sa dernière année, Arie de Jong travaille un peu, et continuait de recevoir des lettres de l'étranger. Finalement il meurt le 21 octobre 1957 à Putten, peu de temps avant son 92e anniversaire.

## Œuvres

### Publiées
En sus de tous ses articles publiés dans la Volapükagased pro Nedänapükans parurent sous forme de livre ou de brochure :
- (de) Arie de Jong (texte vérifié par Albert Sleumer), Kurze Volapük-Grammatik, édité sous forme de tapuscrit par Jakob Sprenger, 1929.
- [de Jong 1931a] (vo) Arie de Jong, Gramat Volapüka : Dabükot balid pelautöl nämätü e zepü Kadäm Volapüka, Leiden, Brill, 1931.
  - Réédité en 2012 : [de Jong 2012a] (vo) Arie de Jong, Gramat Volapüka, Cathair na Mart, Evertype, 2012 (1re éd. 1931), 134 p. (ISBN 978-1-904808-94-7, présentation en ligne).
- [de Jong 1931b] (vo + de) Arie de Jong, Wörterbuch der Weltsprache / Vödabuk Volapüka pro Deutänapükans, Leiden, Brill, 1931, 6e éd. (de Jong numérota son dictionnaire « 6e édition » car il était censé faire suite aux 5 éditions de Schleyer).
  - Réédité en 2012 : [de Jong 2012b] (vo + de) Arie de Jong, Wörterbuch der Weltsprache für Deutschsprechende / Vödabuk Volapüka pro Deutänapükans, Cathair na Mart, Evertype, 2012 (1re éd. 1931) (ISBN 978-1-904808-89-3, présentation en ligne).
- (nl) Arie de Jong (trad. de l'allemand), Leerboek der Wereldtaal [« Kurze Volapük-Grammatik »], Voorburg, Repko, 1932.
- Arie de Jong (trad. de l'allemand), Aperçu de la Volapük (sic!) [« Kurze Volapük-Grammatik »], Gams, Sprenger, 1952.
- (en) Arie de Jong (trad. de l'allemand), Short Grammar of Volapük [« Kurze Volapük-Grammatik »], Gams, Sprenger, 1952.

### Inédites
- Diatek Nulik (Nouveau Testament), traduit du grec, et achevé en 1952.
- 17 suppléments au Wörterbuch der Weltsprache (les no  5, 7, 9, 13 et 15 sont disponibles ici).

## Littérature secondaire
- (eo) Brian Bishop, « La ĉifaloj de Volapük », dans Menade bal püki bal : Festschrift zum 50. Geburtstag von Reinhard Haupenthal. Festlibro por la 50a naskiĝo de Reinhard Haupenthal, Saarbrücken, Iltis, 1998, p. 375-390.